# Хари Шел
Хари О'Рийли Шел (на английски: Harry O'Reilly Schell) е бивш пилот от „Формула 1“.
Роден e на 29 юни 1921 година в Париж, Франция.

## Формула 1
Хари Шел прави своя дебют във Формула 1 в Голямата награда на Монако през 1950 година. В световния шампионат записва 57 състезания като се класира 2 пъти на подиума и събира 32 точки.